# Jondal
Jondal este o comună din provincia Hordaland, Norvegia.